# Mezoklima
Mezoklima je podnebje (relativno gledano) srednje velikih območij na Zemlji, npr. kotlin.

## Nastanek
Za nastanek mezoklime je potreben vpliv trenja na hitrost zračnih tokov, vertikalno mešanje zraka s pomočjo turbulence mora biti izrazitejše kot pri makroklimi, pojavljati se morajo krajevne cirkulacije zraka, posledica so npr. krajevne nevihte  Prevladujoči element, ki vpliva na nastanek mezoklime, je aktivno površje. Aktivno površje je ta del površja pokrajine, na katerem prihaja do odboja sončnega sevanja - hkrati poteka spreminjanje kratkovalovnega sončnega sevanja v dolgovalovno toplotno sevanje.  Primer aktivnega površja so npr. gola tla, vodna površina, gozd, mikrooblike georeliefa itd. V primeru mezoklime je za njen nastanek pomembna vegetacijska odeja. Vegetacija izrazito oblikuje mezoklimo, mera vpliva pa je odvisna od celotnega značaja vegetacije (velikost, starost, sestava, tip rastja itd.). 
Ni nujno, da se mezoklima ustvari, kadar pa se, odraža klimatske razmere zaokroženih enot, npr. geomorfoloških, hidroloških, antropogenih. Vidi se jo lahko kot pokazatelja medsebojnega vplivanja georeliefa, hidroloških, bioloških in antropogenih sestavin pokrajine. In kadar se vidi izrazit vpliv zgoraj navedenih sestavin pokrajine, moramo vedno govoriti o mezoklimi. 
Mezoklima je tudi posledica vplivov vrst klime nižjih kategorij (mikroklima, topoklima), ki se v razmerju mezoklime nahajajo na njegovi spodnji meji. 

## Posebni podtip
Posebni podtip klime se lahko ustvari, kadar aktivno površje tvorijo razsežnejše vodne površine. Posebnost daje mezoklimi ravno karakter te vodne površine. V bližini večjih vodnih površin so pogostejše megle, drugačne temperaturne razmere in razmere vlažnosti.

## Prostorska razsežnost
| Horizontalna dimenzija | Vertikalna dimenzija | Primer zračnega vrtinca | Primer klime  |
| ---------------------- | -------------------- | ----------------------- | ------------- |
| 103x105 m              | 100-103 m            | orkan                   | klima kotline |